# بية جيك
بية جيك هي قرية في مقاطعة نقدة، إيران. يقدر عدد سكانها بـ 23 نسمة بحسب إحصاء 2016.